# Ik eet, ik eet tot ik niet meer kan
Ik eet, ik eet, tot ik niet meer kan is een roman van Bea Vianen gepubliceerd in 1972. De tweede druk kwam uit in oktober 1984 bij uitgeverij In de Knipscheer, Haarlem.
Ik eet, ik eet, tot ik niet meer kan is een maatschappijkritische roman over armoede, afkomst, ongelijkheid en seksualiteit. Tegelijkertijd neemt het boek de lezer mee in de wereld van de rijke Surinaamse keuken.

## Verhaal
De roman speelt zich af in het Suriname van de jaren zeventig. De zestienjarige Richenel Jubitana komt uit een arm milieu. De familie van zijn moederskant zijn Creolen, de familie van zijn vaders kant zijn Indianen. Hij woont samen met zijn grootmoeder Ouma en zieke moeder in Bloemendaal. Zijn vader woont ergens in Paramaribo, maar die spreekt hij nooit.
Het jongensinternaat in Paramaribo waar Richenel komt te wonen wordt geleid door de strenge en vrome mevrouw Kooi. Hij raakt bevriend met de Hindoestaan Bierbal Sheorattan en Johan Blackman. Voor vijfentwintig gulden per maand worden de jongens verzorgd en onderwezen. De verschillende etnische en sociale milieus waar de jongens afkomstig uit zijn zorgen voor onderlinge strubbelingen en conflicten. Maar hoe verschillend de afkomst van de jongens ook is, de armoede die zij allemaal kennen schept een band en werkt grensoverstijgend. Kenmerkend voor de romanpersonages is dat hun onderlinge verhouding voor een groot deel wordt bepaald door eten.
Het verzet tegen de onderdrukking van mevrouw Kooi eindigt in een ontsnapping uit het internaat. De problematische thematiek vrijheid versus onvrijheid is hiermee echter niet opgelost: hoewel ontsnapt, hebben de jongens nog geen vaste identiteit verworven, geen plek in de maatschappij waar zij heen kunnen vluchten.

## Eten & Cultuur

### Multicultureel Suriname
Uit het beeld dat van Suriname wordt geschetst komt duidelijk de multiculturaliteit naar voren. De ene keer wordt dit hoger gewaardeerd dan de andere keer. Een motief in de roman is dan ook het al dan niet kunnen identificeren met één bepaalde cultuur of juist met de mix aan culturen, de massacultuur. Zo levert het aanschouwen van de meest uiteenlopende reclameadvertenties voor voedingswaren in de stad bij Richenel slechts onbegrip en een gevoel van vervreemding op; hij kan zich niet identificeren met deze gemengde massacultuur. Fernandes, Coca Cola, pindakaas, zoutvlees, Espeekippen: ‘De stad zei hem niet zoveel, hij kende er bijna niemand en hij werd ook niet echt verwacht.’ (Vianen 1984:27). Hier komt Richenels minderwaardigheidscomplex naar voren
Ouma lijkt zich ook niet helemaal thuis te voelen in de multiculturele samenleving: ‘Die Undistanen rijden als gekken door de stad. Ik zeg altijd: voeding is nog geen opvoeding.’ (Vianen 1984: 39). Hieruit blijkt het belang dat Ouma hecht aan de juiste waarden en normen. De tegenstelling tussen haarzelf en de multiculturele buitenwereld komt naar voren: Ouma is verzorgend voor haar familie en laat dit blijken door eten aan ze te schenken. Zij zorgt voor zowel de voeding als de opvoeding, want het samengaan van deze twee is absoluut geen vanzelfsprekendheid in de wereld. Meerdere malen wordt in de roman benadrukt dat de Hindoestanen er bekend om staan om welvarend, en weldoorvoed te zijn: volgens Ouma ontbreekt het hen echter des te meer aan goede manieren. De Hindoestaan Bierbal voelt zich tevens vervreemd van zijn eigen etniciteit: hij weet dat hij het statussymbool is van mevrouw Kooi vanwege zijn afkomst en voorbeeldige gedrag, maar hij vindt hierin niets terug van zijn ware aard, onder andere door de multiculturele invloeden waaraan hij blootstaat.
Ouma heeft ook kritiek op indianen; Richenels vader is een indiaan, en Ouma keurt het feit dat Richenel van ‘indianenvoedsel’ houdt af; hier kan zij zich niet mee identificeren.

### Surinaams-Afrikaanse cultuur
Richenel kan zich tevens niet identificeren met de Afrikaans-Surinaamse cultuur van zijn familie. Zijn tante bijvoorbeeld kan als typisch Surinaams beschouwd worden. Zoals eerder beschreven is iedereen voorzien van genoeg eten, een belangrijk aspect in de Surinaamse cultuur. Gastvrijheid en overvloed is van belang, het zou beschamend zijn als blijkt dat iemand niet genoeg eten kan aanbieden aan zijn gasten. Ook als men bij elkaar op bezoek gaat is het de gewoonte om iets lekkers te mee te nemen; in de roman doet Ouma dit overvloedig, maar Richenel lijkt het nooit erg te waarderen: hij schaamt zich voor haar. Ook als zijn tante Richenel ‘zoetgeurende awarra’s en maripa’s’ (Vianen 1984:110) aanbiedt, voelt hij zich gedwongen om deze aan te nemen, al heeft hij er geen behoefte aan; want hij weet dat zij het als een belediging zal opvatten als hij het aanbod afslaat. De passage illustreert zo de beknelling door beleefdheidsregels ten aanzien van voedsel.
Onder het kopje Eten & het “oude” Suriname, komt ter sprake dat in de 19e eeuw zout en peper onmisbare smaakmakers waren voor de keuken van de Surinamers van Afrikaanse afkomst. Dit geldt nog steeds. De Surinaamse keuken kruidt haar maaltijden zeer pittig: peper en sambal zijn de belangrijkste smaakmakers. Wat het gebruik van kruiden betreft, onderscheiden enkel de Hindoestanen zich door het gebruik van kerrie en massala (=gele gember, koriander, komijn). Vanwege het tropische klimaat in Suriname, dat veel transpiratie oplevert, is ook zout een belangrijke smaakmaker. De waardering van zout uit zich in het concept ‘switi mofo’ of ‘stimofo’ wat letterlijk ‘zoet’ hapje betekent, maar dat in praktijk vaak allesbehalve zoet is.

#### Treef
In Suriname bestaat er bij bepaalde groepen al lang een ‘treef-geloof’, voornamelijk onder de Creolen: het nuttigen van bepaalde voedingsmiddelen is voor sommigen verboden, omdat het ernstige ziekten en vooral lepra zou kunnen veroorzaken.
Deze verboden kunnen per individu verschillen, maar het heeft onlosmakelijk te maken met de toestanden in de familie. Een treef wordt geërfd van de vaders kant, maar het kan ook voorkomen dat iemands treef wordt geopenbaard in een droom, vaak door een vrouw. Daarnaast moet een vrouw tijdens de zwangerschap rekening houden met zowel haar eigen voedseltaboes, als die van de verwekker Er wordt erg veel waarde aan de treef gehecht: als een kind de treef van zijn vader in acht neemt, en toch last krijgt van een huidaandoening, wordt dit gezien als een sterke aanwijzing dat de vrouw een kind bij een ander heeft verwekt. Tot slot kan treef ook later in het leven verworven worden door het dragen van bepaalde amuletten die dwingen je te onthouden van bepaald voedsel.

#### Richenel en ouma’s voedseltaboes
Richenels houding tegenover ouma is te typeren als een verzetshouding. Ouma beweert het ene, Richenel denkt het andere, het tegenovergestelde, vooral als het op voedsel aankomt. Ouma met haar strenge ideeën en principes duldt echter geen tegenspraak.
Om te beginnen is ze voor zichzelf al erg streng: naast de voedingswaren die ze niet lust, heeft ze ook nog eens veel verschillende treefsoorten. Hierbij toont ze zich niet consequent, haar mening over voedsel kan van de ene op de andere dag bijgesteld zijn. Helaas (voor haar omgeving) zijn dit altijd beperkende bijstellingen – het lijstje met voedseltaboes wordt steeds groter, als zij meent causale verbanden ontdekt te hebben tussen bijvoorbeeld het eten van kousebandjes en ‘het gejeuk achter haar oor en van de bruine vleken en wondjes op de voeten van zijn [Richenels] moeder’ (Vianen 1984:15). Richenel heeft de pech dat hij in zijn positie niet om ouma heen kan en hij wel moét gehoorzamen. Zijn wrok toont zich op andere manieren.
Zodra Ouma ontdekt dat Richenel, die net in de puberteit gekomen is, last krijgt van vetpuistjes, gaat ze naargeestig op zoek naar de etenswaar die hier de boosdoener moet zijn. Hier komt geen logica aan te pas: ze vergelijkt Richenels puistjes met de wondjes op de voeten van zijn moeder, en trekt daaruit de conclusie dat deze veroorzaakt worden door dezelfde treef, wat een verbod oplevert voor het eten van krabben en garnalen. Maar daar laat ouma het niet bij, nu ze toch op dreef is besluit ze om voor Richenel ook maar meteen een varkensvleesverbod in te voeren.
Dit is (letterlijk) onverteerbaar voor Richenel. ‘Ten eerste was er voor hem wat het eten aanging veel minder keus en ten tweede was het onverdraaglijk dat ouma hem tot een invalide verklaarde die voor zijn leven geen garnalen, krabben en geen varken mocht eten.’ (Vianen 1984:16). Dit is een variant van een motief waarvan Michiel van Kempen heeft geconstateerd dat het een veel terugkerend motief is in het werk van Bea Vianen: ‘De taboeïsering van mensen met afwijkend gedrag of een handicap.’ Het gaat hier niet zozeer om de taboe met betrekking tot een afwijkend persoon, maar eerder is er het omgekeerde aan de hand: een voedseltaboe, een treef, heeft als gevolg dat een persoon zich invalide gaat voelen. Op zijn eigen, stiekeme manier wreekt hij zich door af en toe dubbeltjes en stuivers uit ouma’s portemonnee te jatten.

### Hollandse cultuur
Creolen in Suriname gaan eclectisch te werk als het gaat om hun voedselkeuze. Zo hebben ze ook Hollandse maaltijden in hun keuken opgenomen, met een aanzienlijke vet- en zetmeelinhoud. Voorbeelden hiervan zijn zuurkool, bruine bonen met rijst en erwtensoep.
Hoewel de personages in de roman zich nergens expliciet verzetten tegen de Hollandse onderdrukking, komt toch enkele malen een impliciete dubbelzinnige houding aan het licht; met ouma en mevrouw Kooij als belangrijke symbolische figuren.

#### Het internaat
De dagelijkse cultuur van de jongens uit de roman is voornamelijk een beklemmende cultuur: het internaat met mevrouw Kooi aan het hoofd staat symbool voor de Nederlandse onderdrukking. De lezer maakt kennis met het internaat vanuit Richenels perspectief. Hij wordt er door ouma heengebracht. Zij kent mevrouw Kooi van vroeger en gebiedt Richenel om ontzag en eerbied voor haar te hebben. Dit is de sterkste aanwijzing in de roman dat de familie Kooi gerelateerd is aan het gouverneurswereldje waaraan ouma in het verleden dienstbaar was. De jongens in het internaat moeten zich aan strenge regels houden en worden ook beperkt in wat ze kunnen eten. Mevrouw Kooi is hypocriet: ze doet zich voor alsof zij de verzorgende moeder van de jongens is, terwijl ze in werkelijkheid seksuele fantasieën over ze heeft.
De jongens verzetten zich tegen haar onderdrukking en bedenken steeds nieuwe manieren om aan voedsel naar hun eigen keuze te komen. ‘hun gemeenschappelijke angst voor een lege maag was groot en steeg bij de geringste gedachte aan straf om iets wat ze wel of niet hadden gedaan.’ (Vianen 1984:71). Vooral Bierbal is het meesterbrein achter de plannen om geld te stelen van mevrouw Kooi. Hij houdt de wacht terwijl Richenel of Blackman steelt. Hoewel de jongens met hun rebellie een gevoel van saamhorigheid creëren, zijn ze uiteindelijk allen toch van totaal verschillende afkomst en ze vertrouwen elkaar ook lang niet altijd, wat voor vele spanningen zorgt, vooral als het om de verdeling van hun ‘eigen’ voedsel gaat.

#### Identiteitscrisis
De identiteitscrisis ten aanzien van de Hollandse cultuur krijgt een speciale rol in de roman. Voor Richenel is het stelen een vorm van een ethisch dilemma, een terugkerend motief, waardoor hij zich dubbelzinnig voelt over zijn identiteit. Hoewel hij ook al van ouma stal, heeft hij er meer moeite mee als Bierbal hem aanzet tot stelen. Enerzijds beseft hij dat het niet juist is, anderzijds lijkt hij toch meer belang te hechten aan zijn eigen reputatie, zijn eer, waarbij armoede totaal niet gepast is. Hij beschouwt het tevens als een enorme belediging om de broek van Samuel, de zoon van mevrouw Kooi te dragen. Door te stelen kan hij het lot in eigen handen nemen, en zich goed over zichzelf voelen. Hiermee kan hij ontsnappen aan de beknellende cultuur van restricties waar hij zich in begeeft. Dit geldt tevens voor Bierbal: hij is het lieverdje van mevrouw Kooi, tot aan het handtastelijke toe, en hij verzet zich tegen haar door van haar te stelen en door te weigeren haar maaltijden op te eten, vooral als het Hollandse zijn. Hij weigert dit op grond van zijn eigen Indiase achtergrond: ‘Welke Sheorattan eet nou zuurkool!’ (Vianen 1984:93)
Paradoxaal is dat het Nederlandse broodje kaas op verschillende momenten terugkomt in de roman, juist met een positieve waardering: zo steelt Bierbal geld van mevrouw Kooi en geeft Blackman vervolgens de opdracht om er een broodje kaas van te kopen. Een broodje kaas is blijkbaar iets speciaals, waar je op het internaat niet zomaar aan zou kunnen komen. Hier toont zich wederom een identiteitscrisis. Aan de ene kant staat Bierbal open voor andere invloeden en past hij zich aan aan zijn omgeving. Aan de andere kant beseft hij zijn afkomst maar al te goed, en weigert hij in sommige gevallen aan het Nederlandse gezag te gehoorzamen.
Daarnaast verhoudt Johan Blackman zich ambigu tot zijn omgeving met verschillende culturele invloeden. Enerzijds identificeert hij zich met de jongens van verschillende afkomst in zijn verzet tegen mevrouw Kooi, anderzijds beseft hij ook dat hij het op het internaat beter heeft dan hij het thuis bij zijn eigen familie heeft gehad. Bij zijn stiefmoeder was hij nooit zeker van een maaltijd, en als er een maaltijd was kon hij niet meer verwachten dan waterige smakeloze rijstebrij. Bij mevrouw Kooi daarentegen is hij altijd verzekerd van een maaltijd, en bovendien is het internaat de plek waar hij zijn beste vrienden gemaakt heeft. Hier speelt tevens de identiteitscrisis een rol: hij voelt zich vervreemd van zijn roots, en voelt zich pas echt iemand als hij bij zijn vrienden is, die hij alleen ziet in de context van de Nederlandse onderdrukking.
Bierbal is de meest daadkrachtige van de jongens; als Bierbal, Blackman en Richenel aan het eind van de roman ontsnappen uit het internaat, is het Bierbal die aanbiedt om met hem mee te gaan, naar zijn familie; zijn familie heeft de beste sociale positie, en zou hun vast in basisvoedsel kunnen voorzien. Ze beseffen echter alle drie dat ze nergens echt een plek hebben om heen te gaan: de identiteitscrisis woekert voort – hier komt de thematiek die voor Vianen zo kenmerkend is het sterkst naar voren: hoewel zij een relatieve vrijheid hebben gewonnen, voelen zij zich nog altijd onvrij.

#### Ouma
Hoewel een Creoolse, staat ouma tevens symbool voor de beknellende Hollandse cultuur, veroorzaakt door haar gouverneursbanden in het verleden. Ouma is in Richenels ogen burgerlijk en bekrompen; een stereotypische attitude voor de Hollanders in de 20e eeuw. Dit wordt onder andere duidelijk in zijn focalisatie van de situatie aan de eettafel bij ouma: ‘Hij ging voor zijn bord zitten, een karig ontbijt was het, opgediend met een stijfselwit servet, een paar witte borden met roze en blauwe roosjes en bestaande uit broodbeschiet, stukjes huid van de kaas en een beker warme cacao’(Vianen 1984:22). Het boek zit vol met passages die spreken van weerzin tegen ouma. Een opmerkelijk gegeven is dat ouma met haar typisch Surinaamse gewoonte om haar dierbaren steeds van eten te voorzien en zich te houden aan voedseltaboes, zelf een zeer Hollandse smaak heeft: ‘Ouma at wel kool en bonen en ook veel grutterswaren en zuurkool, in boter gestoofd of in margarine en dan het liefst zo gaar mogelijk.’ (Vianen 1984:15). De talloze dingen die ze niet lust of die ze niet ‘mag’ eten zijn juist typisch Surinaams: kousebandjes, papaja, krabben en garnalen.
Daarnaast is ouma hypocriet. Haar slagzin ‘armoe is geen schande’ blijkt in praktijk betekenisloos. Ouma heeft wel degelijk veel materialen nodig om haar leven op een acceptabele manier vorm te geven, vooral wat betreft eten. De buitenwereld mag dit niet weten, de reden waarom haar huis altijd potdicht zit. Alleen Richenel en zijn familie kennen ouma’s ware aard.

## Eten en erotiek
Bij verschillende jonge personages in de roman lijken heerlijke gerechten in sommige situaties sterk geassocieerd te worden met erotische fantasieën of ervaringen met vrouwen. Dit is een universeel gevoel, denk aan de uitdrukking ‘ik kan je wel opeten!’ Het is echter niet verwonderlijk dat juist onder de jongeren in Suriname deze associatie sterk is: het is namelijk gewoonte onder de Marrons (Bosnegers) dat terwijl de moeder aan het begin van de avond bezig is met de eerste voorbereidingen voor de maaltijd, de meisjes eropuit worden gestuurd om te vissen. Dit is een van de weinige momenten dat de altijd zo streng bewaakte meisjes een moment van vrijheid kennen. De jongens grijpen dan ook hun kans en hier ontstaan de eerste relaties met de andere sekse. In de woorden van Albert Helman: ‘Een zachte, murmelende bekoring gaat er van uit, doorzweefd met bosgeuren.’

### Richenel en Fauzia
Richenel leeft dan niet in het bos en is een Creool/indiaan, toch is de vergelijking met de eveneens uit Afrika afkomstige Marrons interessant omdat hij het personage in de roman is die de meest expliciete erotische gedachtes koestert; tevens heeft hij zijn eerste seksuele ervaring op een afgelegen plek in de natuur.
Richenel denkt vaak in contrasten. Hij is zich maar al te bewust van de effecten van armoede en voeding op het dagelijks leven, en draagt dit dan ook uit: hij maakt expliciet hoezeer een mens te lijden heeft bij gebrek aan voedsel; hij krijgt hoofdpijn, suizende oren en een schreeuwende rammelende maag. Hij wordt geteisterd door dromen van een ideale, haast goddelijke situatie: “Zonder de minste twijfel had hij, zittend onder een boom, bij vol daglicht, allebei zijn handen uitgestrekt naar de dampende schalen vol rijst, groenten, vlees en hele gebraden kippetjes ronddrijvend in een ketjapachtige saus, hem voorgezet door Fauzia die beminnelijk naar hem glimlachte. In dit wonder gelovend had hij luidop tegen zich zelf gezegd: ‘Ik eet, ik eet, tot ik niet meer kan.’ (Vianen 1984:17). De titel van het boek refereert dus aan de tegenstrijdige gevoelens die eten bij Richenel kunnen oproepen: van de onuitstaanbare hongerschreeuw, naar warme paradijselijke gevoelens. Deze gevoelens over eten projecteert hij op zijn omgeving.
De liefdesverhouding tussen Fauzia en Richenel blijft lang impliciet in de roman, en bestaat dan voornamelijk uit het heimelijk verlangen van Richenel naar Fauzia. Hij observeert haar in de klas, en fantaseert over haar. Later ontmoeten ze elkaar daadwerkelijk een paar keer in het geheim, en voeren ze gesprekken; tot het moment van ‘de daad’ in het bos, het hoogtepunt waarmee tegelijkertijd hun gezamenlijke momenten ten einde zijn gebracht.
Richenel is altijd de focalisator, zijn relatie met Fauzia wordt vanuit zijn perspectief verteld. Kenmerkend voor deze passages is dat hij Fauzia in verband brengt met lekker eten. In zijn fantasie serveert zij hem de heerlijkste dingen, en het liefst zou hij haar zelf ook opeten. ‘Ze rook lekker, ze was een combinatie van pudding met kersenstroop, van roze zuurtjes, van babyzeep en van ontzettend heerlijk eten. Hij wilde haar opeten.’ (Vianen 1984:128). Hij wil haar lichaam van top tot teen verkennen met zijn zintuigen, de gedachte aan haar brengt hem in totale extase. In de ‘echte’ wereld krijgt hij juist geen hap door zijn keel door zijn verliefdheid.

### Mevrouw Kooi
Dat voedingswaren in verband met erotiek gebracht kunnen worden, blijkt ook uit de rol die mevrouw Kooi speelt voor Richenel. Tijdens een van hun eerste gesprekken observeert hij haar, en denkt ‘ze heeft helemaal geen seks.’ (Vianen 1984:43). Vervolgens biedt mevrouw Kooi hem een speciaal glaasje cherry bouquet aan, wat hij laat staan en vervolgens omstoot, al heeft hij dorst. Vanwege de erotische afkeer krijgt Richenel plots niks meer door zijn keel.
Dat mevrouw Kooi wel degelijk seks heeft blijkt uit haar handtastelijkheid bij de jongens: eerst heeft ze het op Bierbal gemunt, later ook op Richenel. Beide jongens walgen ervan, en Bierbals verwoording hiervan brengt hij in verband met eten: ‘Hij dacht: afblijven. Dat is voor Phulia en niet voor jou, uitgehongerde gefrustreerde hypocriet. Steeds over het losgeknoopte hemd zeuren om niet de indruk te wekken dat ze het vlees daaronder zo lekker vindt.’ (Vianen 1984:63).

### Bierbal en Phulia
De geheime relatie die Bierbal met Phulia heeft, roept tevens associaties met eten op. Bij zijn geliefde Phulia wil hij zich niet bekommeren om een lege maag. Wanneer hij honger heeft, wordt hij mentaal belabberd en verwijdert hij zich eveneens van haar. ‘Phulia bleef hem naroepen maar hij was veel te wrevelig en wilde niet naar haar luisteren. Ik voel me rot, ik beteken niets, ik ben niets, ik kan niets en ik heb zo’n honger dat mijn mond begint te ruiken’ (Vianen 1984:92) - het minderwaardigheidscomplexmotief speelt hier een rol. Tevens brengt hij voeding in verband met een schoonheidsideaal: je mag niet te veel eten, want dan word je dik. ‘Je kan dik worden omdat je steeds hetzelfde eet, omdat je niets te doen hebt, omdat alles wát je doet geld kost, of je bent veel te lui, of je eet van alles tegelijk uit het geld van anderen, en daar heb ik het vooral over. Zul je nooit dik worden, Phulia?’ (Vianen 1984:98).

## Eten en het “oude” Suriname
In de 18e en 19e eeuw bestond er een groot contrast tussen de voeding van de plantagehouders en hun slaven in Suriname.

### Plantagehouders
‘Indien de Planter, op deezen dag, zyne Plantagie niet verlaat, ontbyt hy ten tien uuren; en om deeze maaltyd te nemen, zit hy aan eene tafel, in eene groote zaal geplaatst, en waar op hammen, gerookte tongen, gevogelte, of gekookte duiven, plantains, zoete cassave, brood, boter, kaas, enz. gevonden worden. Zyn drank is in dit oogenblik of zwaar bier, of Madéra-, Champagne- of Moeselwyn. Zyn opzichter houdt hem gezelschap, zig echter op hem eenen bekwamen afstand plaatsende, en beiden worden zy bediend door de schoonste en wel gemaaktste slaven.’

### Slaven
De voeding van de slaven is waarschijnlijk niet veel soeps geweest, gezien aan bijvoorbeeld de Beschouwing van den toestand der Surinaamse Plantagieslaven van de arts F.A. Kuhn (werkzaam in Suriname). Hij beschrijft dat zout en peper in het begin van de 19e eeuw de gewichtigste behoeften waren van de negers, aangezien de ‘ongeloofelijke menigte van taaije spijzen’ anders onverteerbaar zouden zijn. Ook zou de neger niet kieskeurig zijn als het aankwam op de houdbaarheidsdata: ‘hij verteert, met graagte, niet zelden visch, vleesch of spek, waaraan reeds een merkelijke graad van bederf aanwezig is’.

### Ouma en haar verleden
Hoewel de slavernij in 1863 is afgeschaft in Suriname, en ouma waarschijnlijk een stuk later leefde, is het niet onaannemelijk dat zij in haar jeugd ook in dergelijke situaties van contrast tussen weelde en armoede leefde. Het is echter lastig om de tijd van ouma’s jeugd precies te bepalen. De eerder beschreven ambigue houding van ouma tot voedsel hangt samen met haar verleden, ‘toen ze belast was met de zorg voor het eten ten gouverneurshuize’ (Vianen 1984:7). In het boek wordt een aantal malen gesuggereerd dat ouma nu is zoals ze is, vanwege haar verleden. Hoe haar relatie tot de gouverneur was, blijft impliciet. Het is duidelijk dat zij in de keuken voor hem werkte, en vaak in barre omstandigheden. ‘Iemand anders zou zeggen dat ze bij iedere stap die ze deed de uitdrukking “Werken totdat je met je smoel op de grond valt” aan het waar maken was, maar dan als eindresultaat van de prapistokperiode en haar beroemde cakes. De jaren van de prapi’s waren voorbijgevlogen, wat ze eraan overgehouden had was een schreeuwerige beschuldigende preek vanaf de kansel en een onuitroeibare adoratie voor de lichte huid. Haar hersens waren omgevormd, ze draaiden in tegenovergestelde richting en er was voortdurend kortsluiting. Soms was ze zo Afrikaans als het maar wezen kon en dan schoot er een vonk los die haar verschrikkelijk menselijk maakte.’ (Vianen 1984:25) Hier wordt duidelijk hoezeer ze in een identiteitscrisis is gekomen door haar verleden. De scheidslijn tussen zwart en blank is weggevaagd, tussen materiële en immateriële (de preken) waarden. Ze leeft nog steeds in het verleden en idealiseert het, hoewel de tijden zwaar waren en ze er vele lichaamskwalen aan heeft overgehouden. ‘Ze klaagde nooit over het verleden en bleef de tijd idealiseren van de prapi en de prapistok waarmee ze uren achtereen de suiker en de eieren moest drillen voor haar beroemde cakes en Engelse bollen, gebakken in Wijsmanboter. Alles werd gebakken en gestoofd in Wijsmanboter, bonen in Wijsmanboter, pastei, kool in Wijsmanboter. Margarine dat was helemaal niets, olie was nog veel erger. Dat was voor koelies, voor ‘die’ en ‘deze’ mensen.’ (Vianen 1984:7). Deze passage illustreert wat rijke gouverneurs zoal voorgeschoteld kregen door hun Afrikaanse ‘werknemers’. De weelde voor de blanken die hier beschreven wordt, stemt overeen met de situaties beschreven in teksten over plantagehouders in Suriname in de 18e en 19e eeuw.